# 夏恋/秋恋
『夏恋/秋恋』（なつこい/あきこい）は、加藤和樹の13枚目のシングル楽曲である。

## 概要
- アーティストデビュー10周年記念第2弾シングル。
- 前作「春恋」に引き続き、シンガーソングライターのCHIHIROによる作詞曲を、加藤が歌い、命を吹き込むというコンセプトである「恋の処方箋」シリーズの夏と秋にあたる。[1][2]
- リリースに先駆けて、「夏恋」のみ2016年7月20日よりiTunes Store・レコチョク等にて先行配信された。[3]
- 通常盤と夏恋・秋恋それぞれのミュージックビデオDVDつきの3種類がある。

## 収録曲
（全作詞/作曲：CHIHIRO　編曲：REO）
1. 夏恋
サイバードイケメンシリーズ『イケメン夏祭り』テーマソング[4]
2. 秋恋
3. 夏恋（Instrumental）
4. 秋恋（Instrumental）